# Liste der Kulturgüter in Selzach
Die Liste der Kulturgüter in Selzach enthält alle Objekte in der Gemeinde Selzach im Kanton Solothurn, die gemäss der Haager Konvention zum Schutz von Kulturgut bei bewaffneten Konflikten, dem Bundesgesetz vom 20. Juni 2014 über den Schutz der Kulturgüter bei bewaffneten Konflikten sowie der Verordnung vom 29. Oktober 2014 über den Schutz der Kulturgüter bei bewaffneten Konflikten unter Schutz stehen.
Objekte der Kategorien A und B sind vollständig in der Liste enthalten, Objekte der Kategorie C fehlen zurzeit (Stand: 1. Januar 2023).

## Kulturgüter
| Foto |                                                                                | Objekt                                                | Kat. | Typ | Standort                            | Beschreibung |
| ---- | ------------------------------------------------------------------------------ | ----------------------------------------------------- | ---- | --- | ----------------------------------- | ------------ |
| ja   | Datei hochladen · Wikidata zu Altreu (mittelalterliche Stadtwüstung) (Q444938) | Altreu (mittelalterliche Stadtwüstung) KGS-Nr.: 09668 | A    | F   | 600941 / 226600                     |              |
| ja   | Datei hochladen · Wikidata zu Alte Mühle (Q29881244)                           | Alte Mühle KGS-Nr.: 04678                             | B    | G   | Dorfstrasse 25 601083 / 228290      |              |
| ja   | Datei hochladen · Wikidata zu Pfarrhaus (Q29881253)                            | Pfarrhaus KGS-Nr.: 11232                              | B    | G   | Dorfstrasse 33 601047 / 228350      |              |
| ja   | Datei hochladen · Wikidata zu Altes Schulhaus (Q29881245)                      | Altes Schulhaus KGS-Nr.: 11233                        | B    | G   | Turnerweg 1 601161 / 228330         |              |
| ja   | Datei hochladen · Wikidata zu Bauernhaus (Q29881249)                           | Bauernhaus KGS-Nr.: 11234                             | B    | G   | Selzacherstrasse 19 600778 / 226839 |              |
| ja   | Datei hochladen · Wikidata zu Ettershof (Q29881250)                            | Ettershof KGS-Nr.: 11235                              | B    | G   | Ettershof 10 599910 / 226690        |              |